# Хлапета
„Хлапета“ (на английски: Kids) е американски филм от 1995 година, тийнейджърска драма на режисьора Лари Кларк по сценарий на Хармъни Корин.
В центъра на сюжета е младеж, обсебен от дефлорирането на млади момичета, а действието се развива на фона на тийнейджърски субкултури в Ню Йорк от 90-те години и разрастващата се епидемия от СПИН. Главните роли се изпълняват от дебютантите Лео Фицпатрик, Джъстин Пиърс и Клои Севини.
„Хлапета“ е номиниран за наградата „Златна палма“.